# Время побеждать: Расцвет династии Лейкерс
«Время побеждать: Расцвет династии Лейкерс» (англ. Winning Time: The Rise of the Lakers Dynasty) — американский спортивный драматический телесериал, созданный Максом Боренштейном и Джимом Хехтом для HBO на основе книги Джеффа Перлмана «Шоутайм: Мэджик, Карим, Райли и династия Лос-Анджелес Лейкерс 1980-х». Сериал посвящен периоду в истории баскетбольной команды «Лос-Анджелес Лейкерс» получившим названием «Шоутайм» (начавшемуся в конце 1979 года). Сюжет сконцентрирован на становлении карьеры Мэджика Джонсона, а также построении знаменитой «спортивной династии». В главных ролях задействованы актёры: Джон Си Райли, Куинси Исайя, Джейсон Кларк, Джейсон Сигел, Трейси Леттс, Салли Филд и Эдриан Броуди. Премьера первого сезона состоялась 6 марта 2022 года (пилотную серию поставил режиссёр Адам Маккей), продолжения — 6 августа 2023 года. Сразу по окончании второго сезона сериал был закрыт.

## Сюжет
Сюжет сериала посвящён истории баскетбольной команды «Лос-Анджелес Лейкерс», перемежаясь событиям в личной и профессиональной жизни её главных звёзд 1980-х годов.

## В главных ролях
- Джон Си Райли — Джерри Басс[4]
- Куинси Исайя — Мэджик Джонсон[5]
- Джейсон Кларк — Джерри Уэст[6]
- Эдриен Броуди — Пэт Райли[7]
- Гэби Хоффманн — Клэр Ротман[8]
- Трейси Леттс — Джек Маккинни[9]
- Джейсон Сигел — Пол Уэстхед[англ.][10]
- Салли Филд — Джесси Басс (мать Джерри)[11]
- Соломон Хьюз[англ.] — Карим Абдул-Джаббар[5]
- Бретт Каллен — Билл Шерман[12]
- Вуд Харрис — Спенсер Хейвуд[13]

## Производство

### Разработка
20 апреля 2014 года состоялась встреча сценариста Джима Хехта и спортивного обозревателя Джеффа Перлмана, автора «Шоутайм: Мэджик, Карим, Райли и династия Лос-Анджелес Лейкерс 1980-х». Хехт представил автору адаптацию его книги в духе сериала «Огни ночной пятницы». Согласно информации The Hollywood Reporter, сценарист презентовал Перлману бутылку безалкогольного вина, плитку шоколада и помидор, чтобы убедить писателя продать ему права на книгу. «У меня не было денег, поэтому, если бы он сказал „30 000 долларов“, я бы потерпел фиаско», — вспоминал Хехт. Заручившись согласием Перлмана, Хехт в течение года искал источники финансирования. В 2015 году он позвал на ужин продюсера Кевин Мессика, которому понравилась идея сериала про баскетбол, и убедил своего босса, Адама Маккея снять пилотную серию и присоединиться к продюсированию проекта.
В апреле 2019 года телесеть HBO заказала пилотную серию, которая была написана Максом Боренштейном на основе сюжета Хехта. Рабочим названием сериала было «Шоутайм» в честь книги Перлмана и одноимённого периода «Лейкерс». Впоследствии исполнительный директор HBO Кейси Блойс заявил, что оно могло вызвать путаницу на ТВ-рынке, учитывая, что один из прямых конкурентов канала носит такое же — Showtime. В декабре боссы HBO заказали первый сезон. Представители канала заявили, что сериал получит название «Время побеждать: Расцвет династии Лейкерс». По словам Блойса, «Время побеждать» — это фраза, которая ассоциируется с Мэджиком Джонсоном.

### Кастинг
Пост директора по кастингу занял Франсин Мейслер. В августе 2019 году он пригласил Джейсона Кларка и Майкла Шеннона на роли Джерри Уэста и Джерри Басса соответственно. Однако в следующем месяце Шеннон покинул проект из-за творческих разногласий, а его роль перешла к Джону Си Райли. Сообщается, что Шеннон не понравился формат шоу, периодически разрушающий четвёртую стену, и ему было трудно к нему адаптироваться. С самого начала ролью Басса активно интересовался Уилл Феррелл; однако Маккей считал, что он не подходит для этой роли и предложил её Райли, не сказав Ферреллу. Узнав об этом решении от Райли, Феррелл был настолько взбешен, что перестал общаться с Маккеем, а также разорвал с ним деловые отношения. После долгого кастинга роли Мэджика Джонсона и Карима Абдула Джаббара получили Куинси Исайя и Соломон Хьюз соответственно. Девон Никсон присоединилась в роли Нормы Никсона.
К марту 2021 года были проведены дополнительные кастинги, и актёрский состав проекта пополнили Эдриен Броуди, Салли Филд, Майкл Чиклис, Бо Бернем, Джейсон Сигел, Сара Рамос, Бретт Каллен и Лола Кирк. В мае 2021 года также роли получили Рори Кокрейн, Дэнни Бурштейн, Остин Аарон, Та'Ника Гибсон, Эдвин Ходж, Теренс Дэвис и Джа'Куан Коул. В июне актёрский состав пополнили Майк Эппс, Карина Конти и Мариама Диалло. А в августе — Рэйчел Хилсон, Ньютон Майенге и Джон Янг. В том же месяце проект был вынужден покинуть Бернем (из-за конфликтов рабочих графиков), его место занял Шон Патрик Смолл. Съёмки первого сезона стартовали в Лос-Анджелесе 12 апреля 2021 года и завершились 31 октября. Премьера сериала состоялась 6 марта 2022 года, уже в следующем месяце он был продлён на второй сезон. Полноценная работа над продолжением началась 22 августа. 6 августа 2023 года он вышел в эфир.

## Список эпизодов
| №  | Название                                                                | Режиссёр                 | Автор сценария                                | Дата премьеры   | Зрители U.S. (млн) |
| -- | ----------------------------------------------------------------------- | ------------------------ | --------------------------------------------- | --------------- | ------------------ |
| 1  | «Лебедь» «The Swan»                                                     | Адам Маккей              | Макс Боренштейн и Джим Хехт                   | март 6, 2022    | 0.256              |
| 2  | «Это всё что есть?» «Is That All There Is?»                             | Джона Хилл               | Родни Барнс и Макс Боренштейн                 | март 13, 2022   | 0.337              |
| 3  | «Лучшее ещё впереди» «The Good Life»                                    | Дамиан Маркано           | Макс Боренштейн, Родни Барнс и Джим Хехт      | март 20, 2022   | 0.250              |
| 4  | «Кто, чёрт возьми, такой Джек Маккини?» «Who the F**k Is Jack McKinney» | Дамиан Маркано           | Макс Боренштейн, Родни Барнс и Джим Хехт      | март 27, 2022   | 0.314              |
| 5  | «Кусочки человека» «Pieces of a Man»                                    | Таня Хэмилтон            | Макс Боренштейн и Родни Барнс                 | апрель 3, 2022  | 0.330              |
| 6  | «Память о смерти» «Memento Mori»                                        | Таня Хэмилтон            | Макс Боренштейн, Родни Барнс и Ребекка Бертух | апрель 10, 2022 | 0.372              |
| 7  | «Невидимка» «Invisible Man»                                             | Пейман Бенц              | Родни Барнс и Макс Боренштейн                 | апрель 17, 2022 | 0.460              |
| 8  | «Калифорния снится» «California Dreaming»                               | Пейман Бенц              | Родни Барнс и Макс Боренштейн                 | апрель 24, 2022 | 0.410              |
| 9  | «Незначительная потеря» «Acceptable Loss»                               | Салли Ричардсон-Уайтфилд | Родни Барнс и Макс Боренштейн                 | май 1, 2022     | 0.503              |
| 10 | «Земля обетованная» «Promised Land»                                     | Салли Ричардсон-Уайтфилд | Родни Барнс и Макс Боренштейн                 | май 8, 2022     | 0.535              |

## Отзывы критиков
Рейтинг сериала на сайте-агрегаторе Rotten Tomatoes составляет 85% на основе 61 рецензии со средней оценкой 7.6/10. Консенсус критиков гласит: «Впечатляюще размашистый как по форме, так и по содержанию, „Время побеждать“ сочетает в себе невероятный список персонажей с хлёсткой подачей, что на выходе превращается в несомненный слэм-данк». На сайте Metacritic сериал получил 68 баллов, базируясь 29 обзорах, что соответствует «в целом положительному» статусу.
Второй сезон шоу закрепил успех первого. Его рейтинг на сайте Rotten Tomatoes составляет 82% на основе 22 рецензий критиков со средней оценкой 7.5/10, консенсус портала гласит: «Пытаться защитить титул сложно, но второй сезон „Winning Time“ продолжает идти в ногу со временем, предлагая вам привилегированные места в первом ряду — одни из лучших в истории спортивных телешоу». На Metacritic рейтинг проекта равен 74 балла из 100 на основе 9 обзоров.

### Реакция представителей «Лейкерс»
Сериал подвергся резкой критике со стороны Мэджика Джонсона и Карима Абдул-Джаббара за исторические неточности. Джонсон заявил, что не будет смотреть сериал, потому что ему «не удалось передать реальный [дух] эпохи „Шоутайм“ 1980-х годов», в свою очередь Абдул-Джаббар назвал сериал намеренно вводящим зрителей в заблуждение. 19 апреля 2022 года Джерри Уэст потребовал от HBO предоставить опровержения за «жестокое» и «заведомо ложное» изображение его как темпераментного и сквернословящего босса, склонного к вспышкам гнева и перепадам настроения. Неделю спустя руководство HBO ответило ему следующим заявлением: «HBO имеет долгую историю создания правдивого контента, основанного на реальных фактах и событиях, которые могут быть частично приукрашены в драматических целях. „Время побеждать“ не документальный фильм и никогда не продвигался в таком ключе. Тем не менее, сюжет сериала и его антураж основаны на многочисленных фактах и информации от надёжных источников, и HBO полностью поддерживает участвующих в нём шоураннеров и актеров, которые перенесли на экран эту эпическую главу в истории баскетбола». После этого Уэст заявил, что намерен подать в суд на HBO за клевету, даже если ему придется «дойти до Верховного суда». Между тем Спенсер Хейвуд сказал, что получил большое удовольствие от того, как его изобразили в сериале.

### Награды и номинации
| Год  | Награда                                  | Категория                                                                         | Номинант | Результат | Ссылка        |
| ---- | ---------------------------------------- | --------------------------------------------------------------------------------- | --- | --------- | ------------- |
| 2022 | Black Reel Awards for Television         | Лучший драматический телесериал                                                   | Winning Time: The Rise of the Lakers Dynasty | Номинация | [ 60 ]        |
| 2022 | Black Reel Awards for Television         | Лучший мужская роль второго плана в драматическом телесериале                     | Вуд Харрис | Победа    | [ 60 ]        |
| 2022 | Black Reel Awards for Television         | Лучшая режиссёра драматического телесериала                                       | Таня Хэмилтон (за эпизод «Pieces of a Man») | Номинация | [ 60 ]        |
| 2022 | Black Reel Awards for Television         | Лучший сценарий для драматического телесериала                                    | Родни Барнс и Макс Боренштейн (за эпизод «Acceptable Loss») | Номинация | [ 60 ]        |
| 2022 | Black Reel Awards for Television         | Лучший саундтрек                                                                  | Николас Брителл и Роберт Гласпер | Номинация | [ 60 ]        |
| 2022 | California on Location Awards            | Менеджер года по выбору натуры — сериалы — хронометражем в один час               | Грегори Альперт | Номинация | [ 61 ] [ 62 ] |
| 2022 | California on Location Awards            | Команда года по выбору натуры — сериалы — хронометражем в один час                | Грегори Альперт, Дж. П. О'Коннор, Мэтт Болин, Том Потье, Сэм Гомес, Гарри Миддлтон, Шелли Армстронг, Майлз Бил-Ампах, Андре Балдерамос, Энтони Балдерамос, Хелена Чо, Моника Коэн, Джулиан Стивенс, Уитни Брейт и Уиллис Тернер | Номинация | [ 61 ] [ 62 ] |
| 2022 | California on Location Awards            | Ассистент менеджера по выбору натуры — телевидение                                | Мэтт Болин | Номинация | [ 61 ] [ 62 ] |
| 2022 | Hollywood Critics Association TV Awards  | Лучший драматический сериал на кабельном телевидинии                              | Winning Time: The Rise of the Lakers Dynasty | Номинация | [ 63 ]        |
| 2022 | Primetime Creative Arts Emmy Awards      | Лучшая операторская работа в сериале снятом на одну камеру                        | Тодд Баназл (за эпизод «Pieces of a Man») | Номинация | [ 64 ]        |
| 2022 | Set Decorators Society of America Awards | Лучшее достижение в области декора / дизайна для сериала хронометражем в один час | Джон Буш Ричард Тойон и Клейтон Хартли | Номинация | [ 65 ]        |
| 2023 | Премия «Спутник»                         | Лучший актер в телесериале — драматическом или жанровом                           | Джон Си Райли | Номинация | [ 66 ]        |
| 2023 | Премия «Спутник»                         | Лучшая женская роль второго плана — сериал, мини-сериал или телефильм             | Салли Филд | Номинация | [ 66 ]        |
| 2023 | Премия «Спутник»                         | Лучший актёрский ансамбль — телевидение                                           | Winning Time: The Rise of the Lakers Dynasty | Победа    | [ 66 ]        |

## Неточности
1. В конце 7-й серии второго сезона указано, что Пэт Райли выиграл с «Лейкерс» 6 титулов будучи тренером. В действительности Райли выиграл с командой 5 титулов (1 — в качестве ассистента Пола Уэстхеда (1980) и 4 — в качестве главного тренера (1982, 1985, 1987, 1988)).